# 263 (số)
263 (hai trăm sáu mươi ba) là một số tự nhiên ngay sau 262 và ngay trước 264.